# Вормут, Кристин
Кристин Элизабет Вормут (англ. Christine Elizabeth Wormuth; род. 19 апреля 1969, Ла-Холья, Калифорния) — министр Армии США с 2021 по 2025 год. С 2014 по 2016 год являлась заместителем Министра обороны по вопросам политики.

## Ранний период жизни
Кристин Элизабет Вормут родилась 19 апреля 1969 года в Ла-Холья, к северу от Сан-Диего, штат Калифорния, США. Выросла в Колледж-Стейшн, штат Техас. В 1991 году окончила Уильямс-колледж, штат Массачусетс, со степенью бакалавра искусств в области политологии, а в 1995 году получила степень магистра государственной политики в университете Мэриленда.

## Карьера
С 2006 по 2009 год Вормут работала старшим сотрудником Центра стратегических и международных исследований. В 2007 году была начальником штаба Независимой комиссии по силам безопасности Ирака, также известной как «Комиссия Джонса».
С 2009 по 2010 год Вормут была первым заместителем помощника Министра обороны США.

### Администрация Барака Обамы
Вормут была назначена Президентом США Бараком Обамой на должность заместителя министра обороны по политическим вопросам. 19 июня 2014 года она была утверждена голосованием Сената США. В качестве заместителя министра обороны Вормут внесла вклад в контртеррористические операции и поддерживала оборонные отношения с Европой, Азией и Ближним Востоком.
По завершении своего пребывания на посту заместителя государственного секретаря, Вормут была назначена директором Центра международной политики безопасности и обороны корпорации RAND.

### Администрация Джо Байдена
Вормут возглавляла команду Agency Review президентского перехода Джо Байдена.

#### Министр Армии
12 апреля 2021 года Президент США Джо Байден назначил Вормут Министром Армии (25-м в истории). Она первая женщина, занявшая эту должность в армии, однако не первая женщина-министр в Вооружённых силах США, поскольку было несколько женщин-министров военно-воздушных сил США. 15 апреля 2021 года её кандидатура была отправлена в Сенат. 24 мая о её выдвижении сообщил Комитет Сената по вооружённым силам голосованием. Двумя днями позже её кандидатура была единогласно подтверждена Сенатом, но лидер большинства в Сенате Чак Шумер потребовал признать недействительным выдвижение или отозвать её кандидатуру, и её подтверждение впоследствии было отменено через несколько часов. Шумер не дал немедленного объяснения действиям. На следующий день проблема была решена, и 27 мая кандидатура Вормут была официально подтверждена. На следующий день она была приведена к присяге.
В феврале 2025 года Дэниел Дрисколл
был назначен на должность министра Армии США — Вормут была отправлена в отставку.